# Puskás-patak
A Puskás-patak a Mátrában ered, Nógrád vármegyében, mintegy 280 méteres tengerszint feletti magasságban. A patak forrásától kezdve keleti irányban halad, majd Pásztónál eléri a Zagyvát.
A Puskás-patak vízgazdálkodási szempontból a Zagyva Vízgyűjtő-tervezési alegység működési területét képezi.

## Part menti település
- Pásztó